# Club Deportivo Huracán Z
El Club Deportivo Huracán Z es un club de fútbol de España, de la localidad de Trobajo del Camino del municipio de San Andrés del Rabanedo (León). Fue fundado en 1954. En la temporada 2010/11, jugó por última vez en el Estadio Las Eras o Nuevo Campo de San Andrés, con capacidad para 4.000 espectadores, cuando tenía 500 socios en esa temporada y en Tercera División, donde perdió su mejor lugar de juego. A partir de la temporada 2011/12, dio lugar al nuevo Estadio Municipal "Rafa Tejerina", que lo estrenó en esa temporada. El Huracán Z desaparece en 2015, sin tener actualmente ningún equipo, y siendo refundado como el C. D. Atlético Trobajo H.

## Uniforme
- Uniforme titular: Camiseta azul, pantalón azul y medias azules.
- Uniforme suplente: Camiseta roja, pantalón rojo y medias rojas.

## Estadio
Su estadio es el Estadio Municipal "Rafa Tejerina", con capacidad para 500 personas. Fue nombrado en honor al fallecido Rafael Tejerina Alonso, por su contribución al C.D. Huracán Z

## Datos del club
- Temporadas en 3.ª: 7
- Mejor puesto en la liga: 4.º (Tercera división española temporada 05-06)
- Peor puesto en la liga: 10.º (Tercera división española temporada 04-05)

## Palmarés

### Torneos amistosos
- Trofeo Villa de Jovellanos: (1): 2005